# Xanthodaphne xanthias
Xanthodaphne xanthias é uma espécie de gastrópode do gênero Xanthodaphne, pertencente a família Raphitomidae.